# Phytobia harai
Phytobia harai este o specie de muște din genul Phytobia, familia Agromyzidae, descrisă de Mitsuhiro Sasakawa în anul 1994. Conform Catalogue of Life specia Phytobia harai nu are subspecii cunoscute.